# Cyrtodactylus zugi
Cyrtodactylus zugi es una especie de gecos de la familia Gekkonidae.

## Distribución geográfica
Es endémica de la isla de Batanta, en las islas Raja Ampat (Indonesia).